# ام جلیل
ام جلیل (به عربی: أم الجلیل) یک شهرداری در الجزایر است که در استان مدیه واقع شده‌است. ام جلیل ۳٬۶۶۴ نفر جمعیت دارد.